# Ribeira das Seis
A Ribeira das Seis é um curso de água português, localizado na freguesia açoriana de Santa Bárbara, concelho de Angra do Heroísmo, ilha Terceira, arquipélago dos Açores.
Este curso de água que se inicia a uma cota de altitude de 600 metros encontra-se geograficamente localizado na parte Oeste da ilha Terceira, dentro das Coordenadas 38° 41.00' Norte e de 27° 21.00' Oeste. Tem a sua origem nos contrafortes do vulcão da Serra de Santa Bárbara, a maior formação geológica da ilha Terceira que se eleva a 1021 metros acima do nível do mar e faz parte de bacia hidrográfica gerada pela própria montanha.